# Wasim Feroz
Wasim Feroz (geboren am 10. Oktober 1966) ist ein ehemaliger pakistanischer Hockeyspieler. Der Stürmer der pakistanischen Nationalmannschaft war Olympiadritter 1992 und Weltmeister 1994.

## Sportliche Karriere
Wasim Feroz spielte in Pakistan in der Mannschaft des pakistanischen Zolls.
Wasim Feroz debütierte bereits 1985 in der Nationalmannschaft. 1986 gehörte er zum pakistanischen Kader bei den Asienspielen in Seoul, bei denen die Pakistaner die Silbermedaille hinter der Mannschaft Südkoreas erhielten.
Anfang 1990 fand die Weltmeisterschaft in Lahore statt. Pakistan belegte in der Vorrunde den zweiten Platz hinter der deutschen Mannschaft. Mit einem 2:1-Halbfinalsieg über die Australier erreichten die Pakistaner das Finale, dort unterlagen sie den Niederländern mit 1:3. Bei den Asienspielen in Peking, die im Herbst 1990 stattfanden, siegten die Pakistaner vor der indischen Mannschaft.
In Barcelona bei den Olympischen Spielen 1992 gewann Pakistan seine Vorrundengruppe mit fünf Siegen in fünf Spielen. Im Halbfinale unterlagen die Pakistaner der deutschen Mannschaft mit 1:2 nach Verlängerung. Im Spiel um eine Bronzemedaille bezwangen sie die Niederländer mit 4:3. Ende 1994 wurde in Sydney die Weltmeisterschaft 1994 ausgetragen. Die Pakistaner belegten in der Vorrundengruppe den ersten Platz vor den Australiern und erreichten mit einem 5:3 nach Penaltyschießen gegen die Deutschen das Finale. Dort bezwangen sie die niederländische Mannschaft mit 4:3 im Penaltyschießen.